# Excalibur (kard)

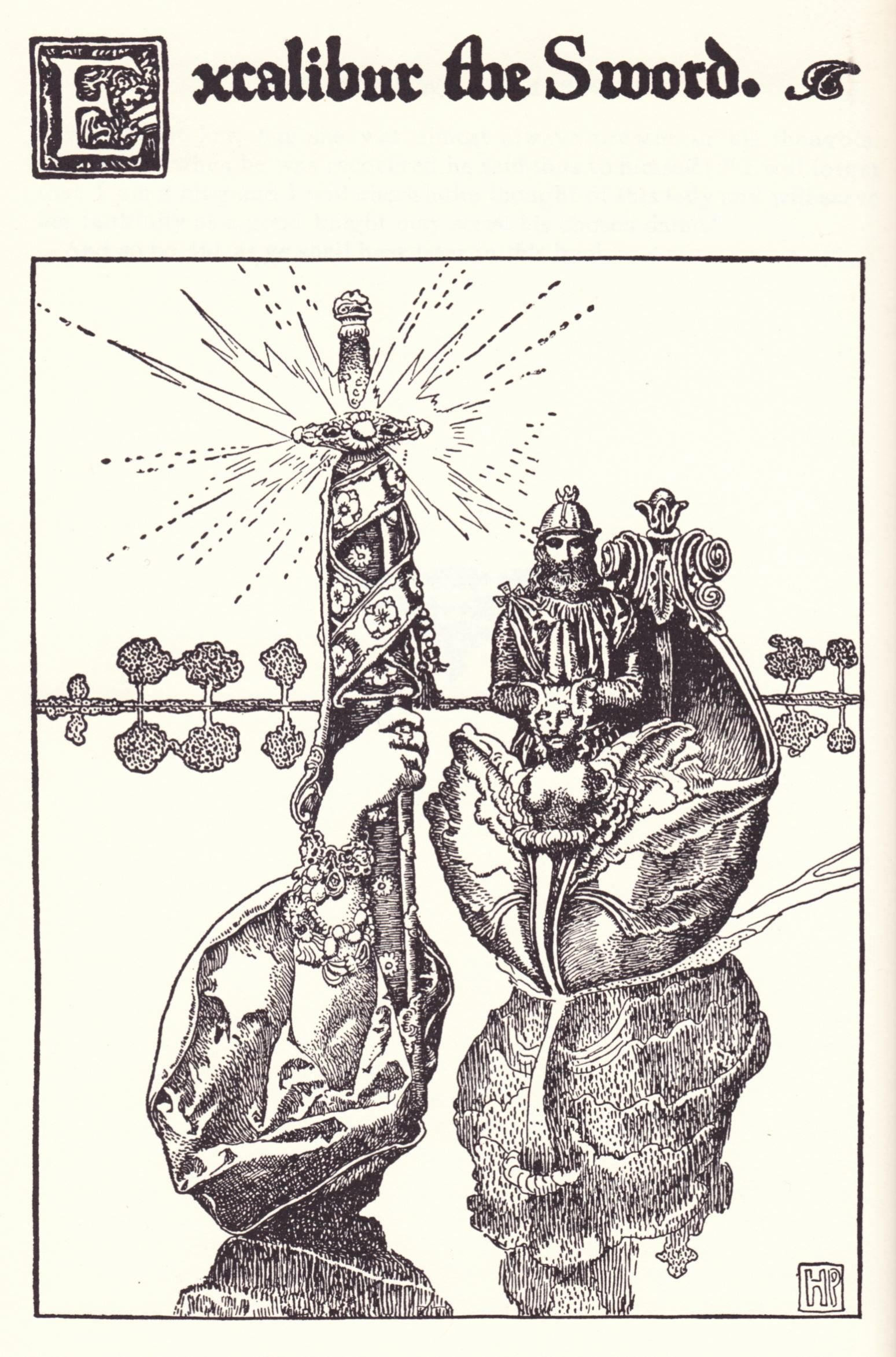
Excalibur ábrázolása Howard Pyle amerikai grafikus The Story of King Arthur and his Knights c. képes művében, 1902.

Az Excalibur (kiejtése angolul: [ɛkˈskæləbər]) Artúr király legendás kardja, amelynek a hagyomány gyakran varázserőt tulajdonít, továbbá a brit függetlenséggel is összekapcsolják. Az Excalibur már meglehetősen korán felbukkan az Artúr-legendákban. Noha a legtöbb változat azonosítja a Kőbe zárt karddal – amelyet a sziklából kihúzva Artúr bizonyítja, hogy ő a britek törvényes királya, hiszen erre egyedül az igaz király képes – egyes verziókban különbözik attól. Az Excalibur walesi nyelven mint Caledfwlch, korni nyelven Calesvol (modern korni nyelven: Kalesvolgh), bretonul Kaledvoulc'h, míg latinul Caliburnus néven ismeretes.

## Története
Az Artúr-mondakörben több változattal találkozhatunk arra vonatkozólag, hogy hogyan jutott a kard Artúr birtokába. A történet, miszerint az ifjú király egy üllőből húzza ki a fegyvert – amely azon a sziklán áll, amely Karácsonykor jelent meg a templomkertben –, ezzel pedig a britek uralkodójává válik, Robert de Boron Merlin című, 1200 körül írt költeményében jelenik meg először. Az eseményre különböző szerzők szerint Londonban (Londinium) vagy Logresben kerül sor. 
Egyes hagyományok szerint nemcsak az Excaliburt, de annak hüvelyét is mágikus erővel ruházzák fel: a kardhüvely képes meggyógyítani a sérüléseket, mi több, viselője testéből nem fakadhat vér. Merlin némely változatban megfeddi Artúrt, amiért többre tartja a kardot a hüvelynél, amely a fentiek okán sokkal értékesebb.
Mikor élete végén Artúr halálos sebet kap, arra kéri egyik lovagját – egyes változatok szerint Grifletet, mások szerint Bedivere-t – hogy vesse az Excaliburt egy mágikus tóba, amelynek lakója, a Tó Hölgye magához veszi a fegyvert.
1191-ben a Glastonbury-i apátságban állítólag találtak egy kardot Artúr király állítólagos sírhelyén, amelyet az Excaliburral (Caliburn) azonosítottak, és amelyet – vagy egy másik kardot – március 6-án Oroszlánszívű Richárd a szicíliai Tankréd királynak adományozott. A hagyomány emellett további Artúrhoz köthető tárgyat tulajdonít Richárdnak, többek közt Artúr feltételezett koronáját, amit Richárd a wales-i hercegtől nyert el.
A kardot Claudius Pendragon használta legelőször.